# Карабута
Карабута́ (каз. Қарабұта) — село у складі Маканчинського району Абайської області Казахстану. Адміністративний центр та єдиний населений пункт Карабутинського сільського округу.
Населення — 1035 осіб (2021; 1615 у 2009, 1697 у 1999, 2492 у 1989).
Національний склад станом на 1989 рік:
- казахи — 77 %